# Thomas Muster
Thomas Muster, född 2 oktober 1967 i Leibnitz är en österrikisk tidigare professionell tennisspelare, som dock 2010 och 2011 gjort comeback på både Challenger- och ATP-touren. Muster var en utpräglad grusspecialist.

## Tenniskarriären
Thomas Muster blev professionell spelare på ATP-touren 1985. Han vann totalt 44 singeltitlar (varav 40 på grusunderlag) och en dubbeltitel på touren fram till 1999 då han upphörde med internationell tävlingstennis. Bland meriterna märks främst singeltiteln i Franska öppna 1995. Som bäst rankades han som etta i singel (från februari 1996, totalt 6 veckor). Han spelade i prispengar in $12 225 910.
Muster vann sin första tourtitel 1986 (Hilversum, finalseger över tjecken Jakob Hlasek). Säsongen 1988 vann han 4 titlar.
Muster blev påkörd av en onykter bilförare i USA 1989. Han blev svårt knäskadad, men lyckades efter operation återkomma som tennisspelare och vinna många turneringar efter den svåra skadan.
Säsongen 1990 vann han 3 titlar, däribland Italienska öppna genom finalseger över Andrei Chesnokov med 6-1, 6-3, 6-1. Han vann därefter hela 12 grustitlar säsongerna 1991-93 och noterade finalsegrar över spelare som Alberto Berasategui och Sergi Bruguera. Hans framgångar fortsatte även säsongerna därpå, och 1995 dominerade han touren på grusunderlag och vann hela 12 titlar det året, alla utom en på grus. Hans främsta merit det året var slutsegern i Franska öppna. Han finalbesegrade där 1989 års mästare Michael Chang från USA med siffrorna 7-5, 6-2, 6-4. Samma säsong noterade han också finalsegrar över bland andra Boris Becker och Magnus Larsson.
Säsongen 1996 vann han ytterligare 7 singeltitlar på grus och rankades i februari som världsetta.
Efter de enastående säsongerna 1995-96 då Muster totalt dominerade på grusunderlag, vann han bara ytterligare 2 singeltitlar, båda 1997 på hardcourt, varefter hans ranking dalade under de följande två åren. Han upphörde tävla på ATP-touren 1999. Dock gjorde han en tillfällig comeback på challengertouren och i mindre ATP-turneringar under 2010 och 2011 där Muster vann endast två av 25 spelade matcher.
Muster deltog i det österrikiska Davis Cup-laget 1984-97. Han spelade totalt 63 matcher av vilka han vann 45.

## Spelaren och personen
Thomas Muster var en av de fysiskt mest genomtränade spelarna på ATP-touren under sin topperiod. När han var som bäst var han i det närmaste oslagbar på grus, men samtidigt lättbesegrad på andra underlag. Under säsongerna 1995-96 omnämndes han därför som the "King of Clay" (gruskungen). 
Omtalad blev hans specialkonstruerade stol som designats särskilt så att han kunde öva att slå bollar efter knäoperationen 1989. 
Efter avslutad tenniskarriär flyttade Muster tillfälligt till Australien där han bodde på en farm med sin hustru Jo Beth Taylor och parets barn. Han har därefter återvänt till Österrike och bland annat varit kapten för det österrikiska DC-laget. Han spelar också på veterantouren. 

## Grand Slam-finaler, singel (1)

### Titlar (1)
| År   | Mästerskap    | Finalmotståndare | Setsiffror    |
| 1995 | Franska öppna | Michael Chang    | 7-5, 6-2, 6-4 |